# Zeniarai-Benzaiten-Ugafuku-Schrein

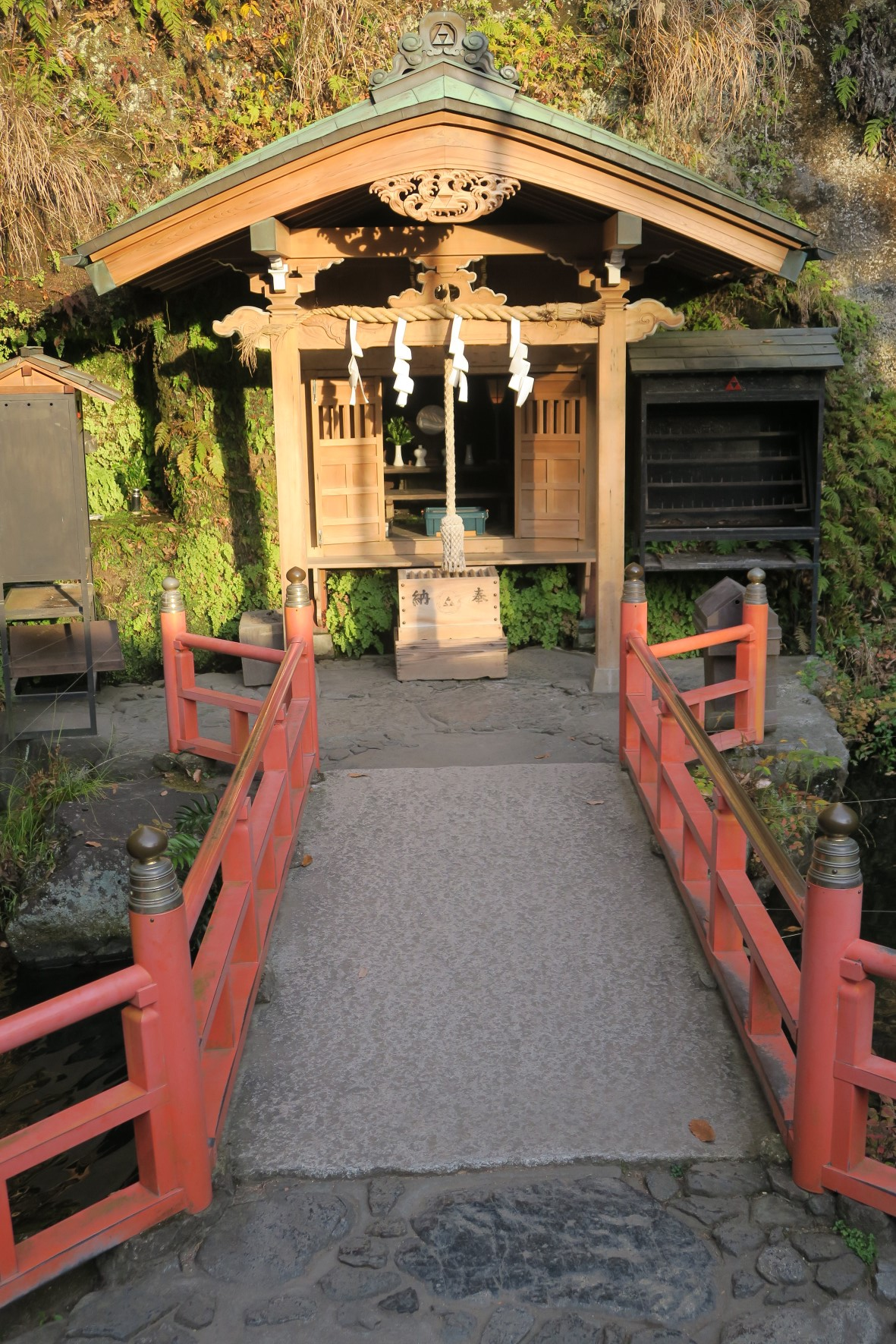
Schrein am Quellteich

Der Zeniarai-Benzaiten-Ugafuku-Schrein (japanisch 銭洗弁財天宇賀福神社 Zeniarai-Benzaiten-Ugafuku-jinja) ist ein der Benzaiten geweihter Schrein an einer Bergquelle am Nordrand der Stadt Kamakura. Wie der Namenszusatz besagt, sollen selbst kleine Münzen (銭, Zeni), die man dort wäscht (洗い, arai), sich vervielfachen.

## Geschichte
Ursprünglich gehörte diese geweihte Stätte zum Yasaka-Schrein im Ōgi-Tal (扇ヶ谷 Ōgi-ga-yatsu), sie machte sich dann aber 1970 selbstständig und nennt sich seit dem Zeniarai-Benzaiten-Ugafuku-Schrein (銭洗弁財天宇賀福神社). Die vom Schrein überlieferte Entstehungsgeschichte besagt, dass Minamoto no Yoritomo im Jahr der Schlange 1185 im Monat der Schlange und am Tag der Schlange, nämlich am Migetsu Mi-no-Hi (巳月巳の日), einen alten Mann, in Wirklichkeit den wohltätigen Gott Ugafuku sah, der im Folgendes sagte. „Im Nordwesten am Rande der Stadt wirst Du in den Bergen eine Quelle finden, die dem Felsen entspringt. Gehe dorthin und bete dort die Götter an. Und wenn Du dort eine Münze in der Quelle wäschst, wird sie sich vielfach vermehren.“ Ugafuku soll einen Schlangenkörper besitzen, der einen menschlichen Kopf trägt.
Die Quelle wird bis heute von vielen Leuten aufgesucht, die versuchen, ihr Glück mit dem Geldwaschen zu vermehren.

## Bilder

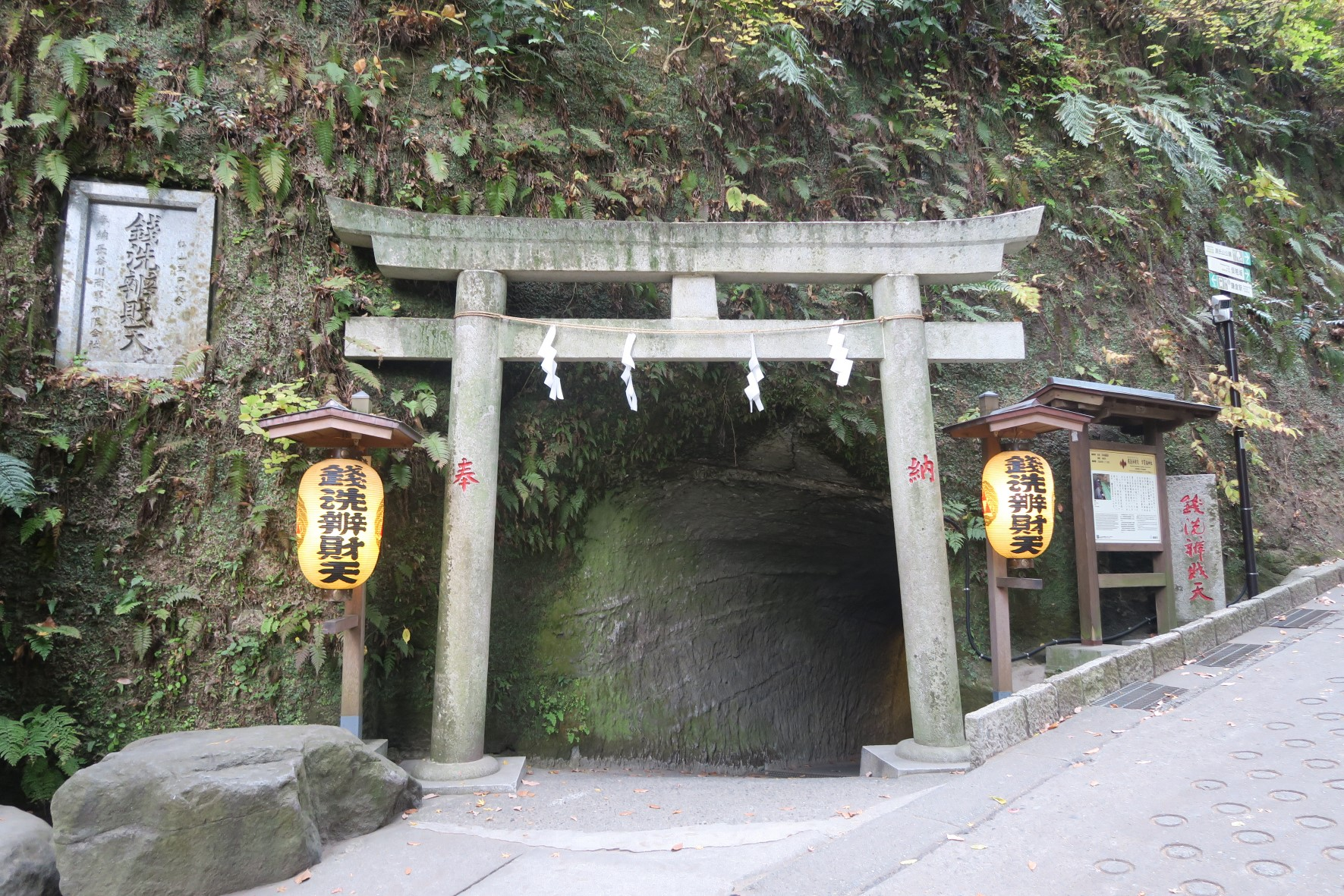
Eingang zum Schrein
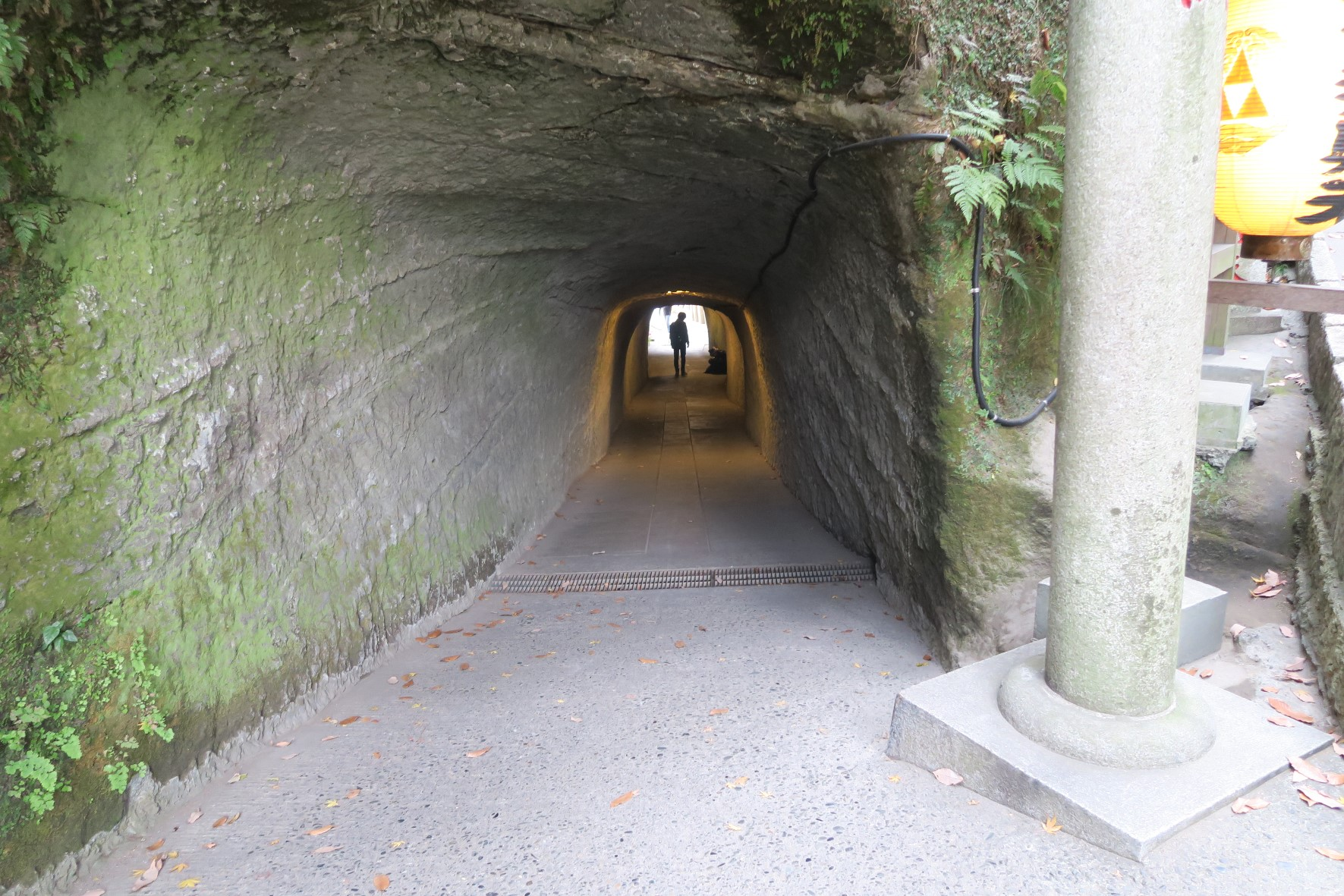
Tunnel zum Schrein
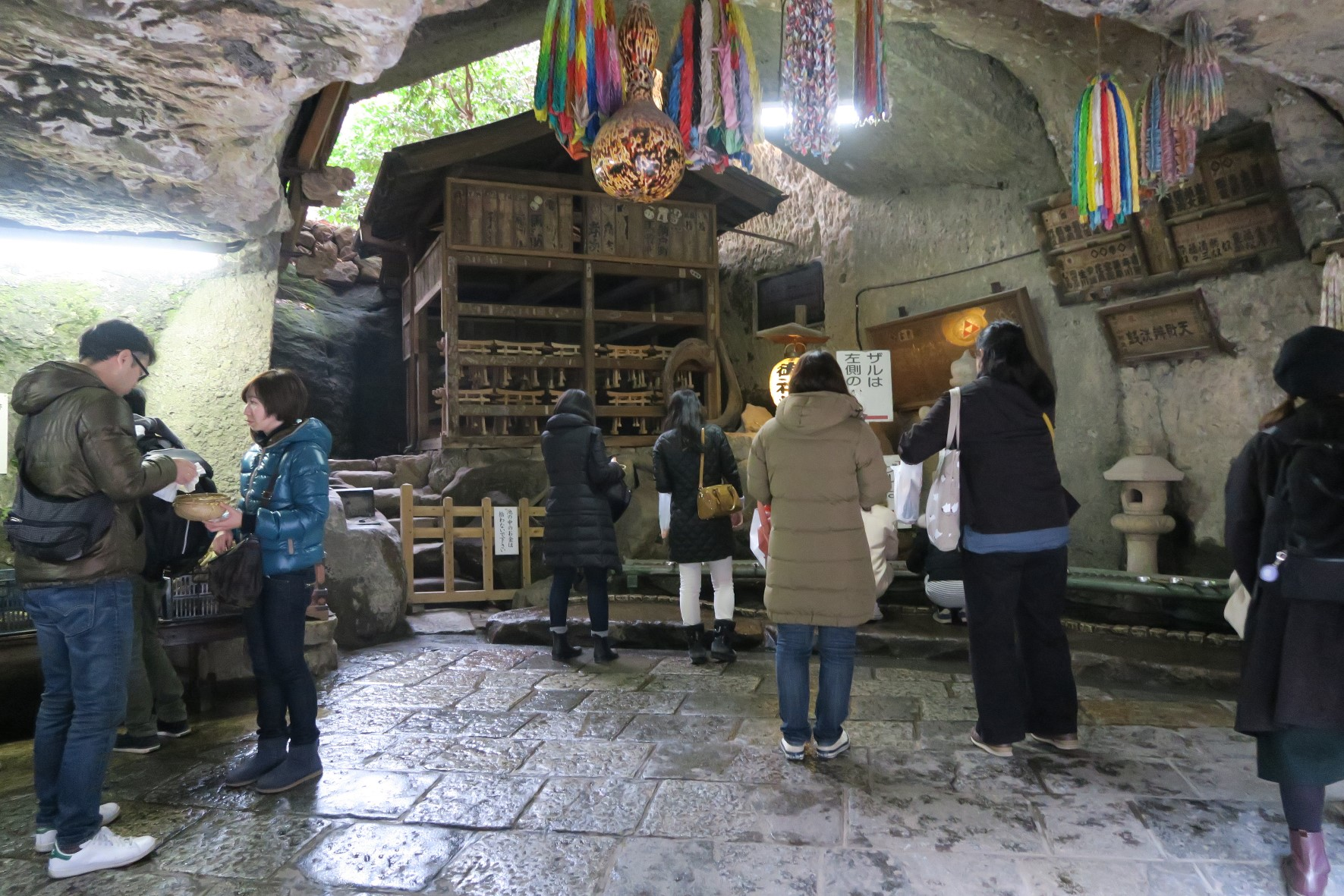
In der Quellhalle
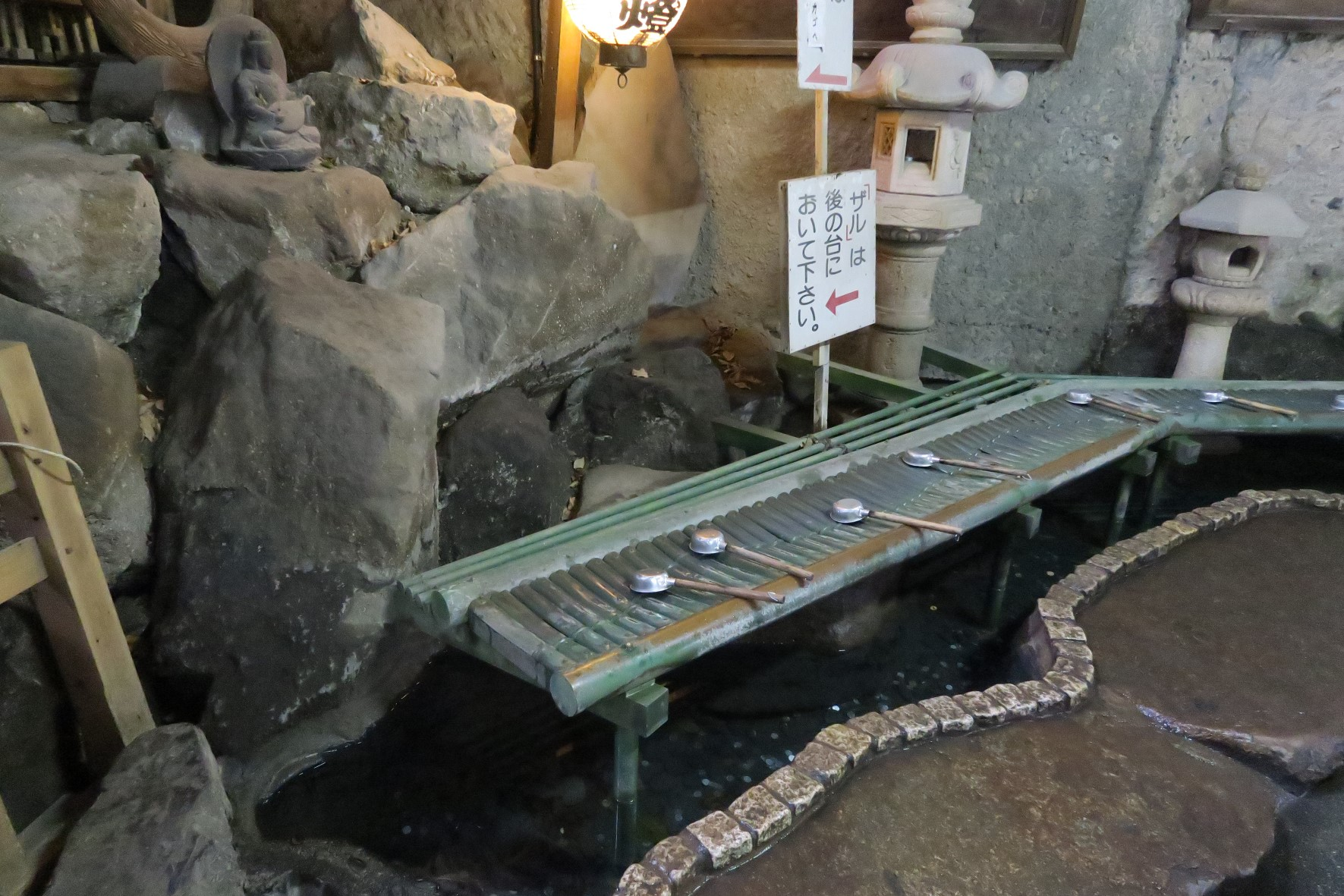
Geldwäsche
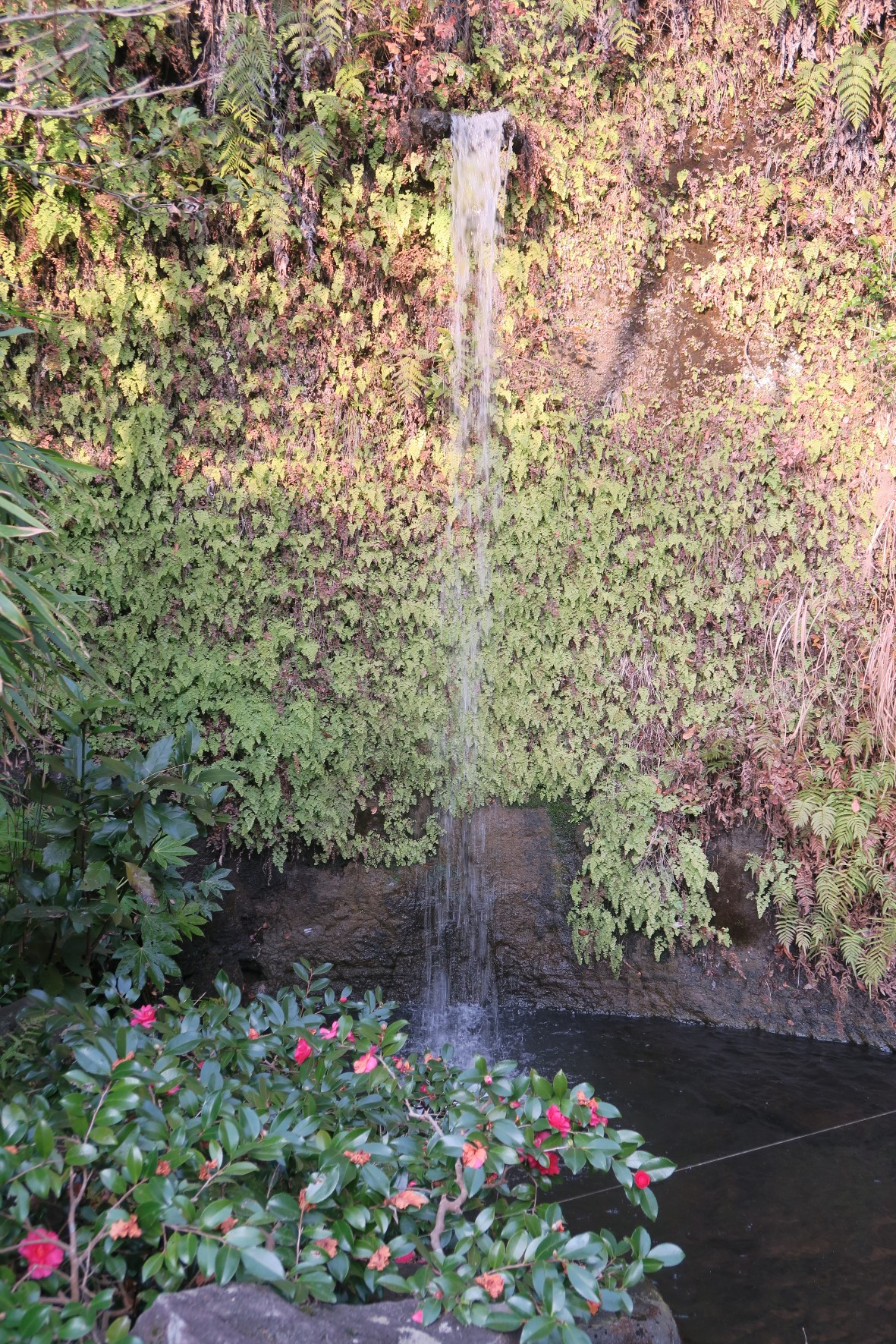
Die Quelle